# Карлос Лісарасо
Карлос Лісарасо (ісп. Carlos Lizarazo, 26 квітня 1991, Калі) — колумбійський футболіст, нападник «Депортиво» (Калі).

## Досягнення
- Володар кубка Колумбії: 2010
- Переможець Суперліги Колумбії: 2014